# Міністерство закордонних справ Югославії
Міністерство закордонних справ Югославії — зовнішньополітичне відомство в урядах Першої, Другої та Третьої Югославії. Відповідало за представлення країни на міжнародному рівні, керуючи розгалуженою мережею дипломатичних і консульських представництв Югославії у світі. 

## Історія
Протягом свого існування міністерство неодноразово змінювало назву і внутрішню організаційну структуру. З 1918 до 1929 року називалося Міністерством закордонних справ Королівства Сербів, Хорватів і Словенців (сербохорв. Министарство иностраних дела Краљевства/Краљевине Срба, Хрвата и Словенаца), з 1929 до 1941 — Міністерством закордонних справ Королівства Югославія (сербохорв. Министарство иностраних дела Краљевине Југославије), у 1941—1945 роках — Міністерством закордонних справ Королівства Югославії у вигнанні (сербохорв. Министарство иностраних дела Краљевине Југославије у егзилу). Рівнобіжно з кінця 1943 до початку 1945 існував Комісаріат закордонних справ Національного комітету визволення Югославії (сербохорв. Поверенство за спољне послове Националног комитета ослобођења Југославије). Далі в 1945 році югославське зовнішньополітичне відомство іменувалося Міністерством закордонних справ Демократичної Федеративної Югославії (сербохорв. Министарство спољних послова Демократске Федеративне Југославије), з кінця 1945 до 1953 року — Міністерством закордонних справ Федеративної Народної Республіки Югославія (сербохорв. Министарство иностраних послова Федеративне Народне Републике Југославије), у 1953—1963 роках — Союзним секретаріатом закордонних справ Федеративної Народної Республіки Югославія (сербохорв. Савезни секретаријат иностраних послова Федеративне Народне Републике Југославије), в 1963—1992 роках — Союзним секретаріатом закордонних справ Соціалістичної Федеративної Республіки Югославії (сербохорв. Савезни секретаријат иностраних послова Социјалистичке Федеративне Републике Југославије), з 1992 до 2003 року — Міністерством закордонних справ Союзної Республіки Югославія (сербохорв. Министарство иностраних послова Савезне Републике Југославије), а у 2003—2006 роках — Міністерством закордонних справ Сербії та Чорногорії (сербохорв. Министарство иностраних послова Србије и Црне Горе).